# Liste der Olympiasieger im Taekwondo
Die Liste der Olympiasieger im Taekwondo führt sämtliche Sieger sowie die Zweit- und Drittplatzierten der Taekwondo-Wettbewerbe bei den Olympischen Sommerspielen auf, gegliedert nach Geschlecht und Gewichtsklassen. Den Abschluss bildet die Nationenwertung.

## Männer

### Fliegengewicht (bis 58 kg)
| Olympia | Gold                | Silber                  | Bronze                               |
| ------- | ------------------- | ----------------------- | ------------------------------------ |
| 2000    | Michalis Mouroutsos | Gabriel Esparza         | Huang Chih-hsiung                    |
| 2004    | Chu Mu-yen          | Óscar Salazar           | Tamer Bayoumi                        |
| 2008    | Guillermo Pérez     | Yulis Mercedes          | Chu Mu-yen Rohullah Nikpai           |
| 2012    | Joel González       | Lee Dae-hoon            | Alexei Denissenko Óscar Muñoz        |
| 2016    | Zhao Shuai          | Tawin Hanprab           | Luisito Pié Kim Tae-hun              |
| 2020    | Vito Dell’Aquila    | Mohamed Khalil Jendoubi | Michail Artamonow Jang Jun           |
| 2024    | Park Tae-joon       | Gashim Magomedov        | Cyrian Ravet Mohamed Khalil Jendoubi |

### Federgewicht (bis 68 kg)
| Olympia | Gold                 | Silber                   | Bronze                            |
| ------- | -------------------- | ------------------------ | --------------------------------- |
| 2000    | Steven Lopez         | Sin Joon-sik             | Hadi Saei Bonehkohal              |
| 2004    | Hadi Saei Bonehkohal | Huang Chih-hsiung        | Song Myeong-seob                  |
| 2008    | Son Tae-jin          | Mark Lopez               | Sung Yu-chi Servet Tazegül        |
| 2012    | Servet Tazegül       | Mohammad Bagheri Motamed | Terrence Jennings Rohullah Nikpai |
| 2016    | Ahmad Abughaush      | Alexei Denissenko        | Lee Dae-hoon Joel González        |
| 2020    | Ulugʻbek Rashitov    | Bradly Sinden            | Hakan Reçber Zhao Shuai           |
| 2024    | Ulugʻbek Rashitov    | Zaid Kareem              | Liang Yushuai Edival Pontes       |

### Mittelgewicht (bis 80 kg)
| Olympia | Gold                 | Silber             | Bronze                          |
| ------- | -------------------- | ------------------ | ------------------------------- |
| 2000    | Ángel Matos          | Faissal Ebnoutalib | Víctor Estrada                  |
| 2004    | Steven Lopez         | Bahri Tanrıkulu    | Youssef Karami                  |
| 2008    | Hadi Saei Bonehkohal | Mauro Sarmiento    | Steven Lopez Zhu Guo            |
| 2012    | Sebastián Crismanich | Nicolás García     | Lutalo Muhammad Mauro Sarmiento |
| 2016    | Cheick Sallah Cissé  | Lutalo Muhammad    | Milad Beigi Oussama Oueslati    |
| 2020    | Maxim Chramzow       | Saleh Al-Sharabaty | Toni Kanaet Seif Eissa          |
| 2024    | Firas Katoussi       | Mehran Barkhordari | Simone Alessio Edi Hrnic        |

### Schwergewicht (über 80 kg)
| Olympia | Gold            | Silber                      | Bronze                               |
| ------- | --------------- | --------------------------- | ------------------------------------ |
| 2000    | Kim Kyong-hun   | Daniel Trenton              | Pascal Gentil                        |
| 2004    | Moon Dae-sung   | Alexandros Nikolaidis       | Pascal Gentil                        |
| 2008    | Cha Dong-min    | Alexandros Nikolaidis       | Arman Tschilmanow Chika Chukwumerije |
| 2012    | Carlo Molfetta  | Anthony Obame               | Robelis Despaigne Liu Xiaobo         |
| 2016    | Radik İsayev    | Abdoulrazak Issoufou Alfaga | Maicon de Andrade Cha Dong-min       |
| 2020    | Wladislaw Larin | Dejan Georgievski           | In Kyo-don Rafael Alba               |
| 2024    | Arian Salimi    | Caden Cunningham            | Rafael Alba Cheick Sallah Cissé      |

## Frauen

### Fliegengewicht (bis 49 kg)
| Olympia | Gold                   | Silber            | Bronze                                   |
| ------- | ---------------------- | ----------------- | ---------------------------------------- |
| 2000    | Lauren Burns           | Urbia Meléndez    | Chi Shu-ju                               |
| 2004    | Chen Shih-hsin         | Yanelis Labrada   | Yaowapa Boorapolchai                     |
| 2008    | Wu Jingyu              | Buttree Puedpong  | Dalia Contreras Daynellis Montejo        |
| 2012    | Wu Jingyu              | Brigitte Yagüe    | Chanatip Sonkham Lucija Zaninović        |
| 2016    | Kim So-hui             | Tijana Bogdanović | Patimat Abakarova Panipak Wongpattanakit |
| 2020    | Panipak Wongpattanakit | Adriana Cerezo    | Avishag Semberg Tijana Bogdanović        |
| 2024    | Panipak Wongpattanakit | Guo Qing          | Mobina Nematzadeh Lena Stojković         |

### Federgewicht (bis 57 kg)
| Olympia | Gold               | Silber          | Bronze                          |
| ------- | ------------------ | --------------- | ------------------------------- |
| 2000    | Jung Jae-eun       | Trần Hiếu Ngân  | Hamide Bıkçın Tosun             |
| 2004    | Jang Ji-won        | Nia Abdallah    | Iridia Salazar                  |
| 2008    | Lim Su-jeong       | Azize Tanrıkulu | Diana Lopez Martina Zubčić      |
| 2012    | Jade Jones         | Hou Yuzhuo      | Marlène Harnois Tseng Li-cheng  |
| 2016    | Jade Jones         | Eva Calvo       | Kimia Alisadeh Hedaya Malak     |
| 2020    | Anastasija Zolotic | Tatjana Minina  | Lo Chia-ling Hatice Kübra İlgün |
| 2024    | Kim Yu-jin         | Nahid Kiani     | Kimia Alisadeh Skylar Park      |

### Mittelgewicht (bis 67 kg)
| Olympia | Gold             | Silber              | Bronze                         |
| ------- | ---------------- | ------------------- | ------------------------------ |
| 2000    | Lee Sun-hee      | Trude Gundersen     | Yoriko Okamoto                 |
| 2004    | Luo Wei          | Elisavet Mystakidou | Hwang Kyung-seon               |
| 2008    | Hwang Kyung-seon | Karine Sergerie     | Gwladys Épangue Sandra Šarić   |
| 2012    | Hwang Kyung-seon | Nur Tatar           | Paige McPherson Helena Fromm   |
| 2016    | Oh Hye-ri        | Haby Niaré          | Ruth Gbagbi Nur Tatar          |
| 2020    | Matea Jelić      | Lauren Williams     | Ruth Gbagbi Hedaya Malak       |
| 2024    | Viviana Márton   | Aleksandra Perišić  | Sarah Chaâri Kristina Teachout |

### Schwergewicht (über 67 kg)
| Olympia | Gold           | Silber               | Bronze                                   |
| ------- | -------------- | -------------------- | ---------------------------------------- |
| 2000    | Chen Zhong     | Natalja Iwanowa      | Dominique Bosshart                       |
| 2004    | Chen Zhong     | Myriam Baverel       | Adriana Carmona                          |
| 2008    | María Espinoza | Nina Solheim         | Sarah Stevenson Natália Falavigna        |
| 2012    | Milica Mandić  | Anne-Caroline Graffe | Anastassija Baryschnikowa María Espinoza |
| 2016    | Zheng Shuyin   | María Espinoza       | Bianca Walkden Jackie Galloway           |
| 2020    | Milica Mandić  | Lee Da-bin           | Bianca Walkden Althéa Laurin             |
| 2024    | Althéa Laurin  | Svetlana Osipova     | Lee Da-bin Nafia Kuş                     |

## Nationenwertungen
Stand: bis und mit 2024

### Gesamt
| Platz | Land                    | Gold | Silber | Bronze | Gesamt |
| ----- | ----------------------- | ---- | ------ | ------ | ------ |
| 01.   | Südkorea                | 14   | 3      | 8      | 25     |
| 02.   | China                   | 7    | 2      | 4      | 13     |
| 03.   | Iran                    | 3    | 3      | 4      | 10     |
| 04.   | Vereinigte Staaten      | 3    | 2      | 6      | 11     |
| 05.   | Großbritannien          | 2    | 4      | 4      | 10     |
| 06.   | Mexiko                  | 2    | 2      | 3      | 7      |
| 07.   | Thailand                | 2    | 2      | 3      | 7      |
| 08.   | Serbien                 | 2    | 2      | 1      | 5      |
| 09.   | Taiwan                  | 2    | 1      | 6      | 9      |
| 10.   | Italien                 | 2    | 1      | 2      | 5      |
| 11.   | ROC                     | 2    | 1      | 1      | 4      |
| 12.   | Usbekistan              | 2    | 1      | –      | 3      |
| 13.   | Spanien                 | 1    | 5      | 1      | 7      |
| 14.   | Frankreich              | 1    | 3      | 6      | 10     |
| 15.   | Türkei                  | 1    | 3      | 6      | 10     |
| 16.   | Griechenland            | 1    | 3      | –      | 4      |
| 17.   | Kuba                    | 1    | 2      | 4      | 7      |
| 18.   | Jordanien               | 1    | 2      | –      | 3      |
| 19.   | Aserbaidschan           | 1    | 1      | 2      | 4      |
| 19.   | Tunesien                | 1    | 1      | 2      | 4      |
| 21.   | Australien              | 1    | 1      | –      | 2      |
| 22.   | Kroatien                | 1    | –      | 5      | 6      |
| 23.   | Elfenbeinküste          | 1    | –      | 3      | 4      |
| 24.   | Argentinien             | 1    | –      | –      | 1      |
| 24.   | Ungarn                  | 1    | –      | –      | 1      |
| 26.   | Russland                | –    | 2      | 2      | 4      |
| 27.   | Norwegen                | –    | 2      | –      | 2      |
| 28.   | Kanada                  | –    | 1      | 2      | 3      |
| 29.   | Deutschland             | –    | 1      | 1      | 2      |
| 29.   | Dominikanische Republik | –    | 1      | 1      | 2      |
| 31.   | Gabun                   | –    | 1      | –      | 1      |
| 31.   | Nordmazedonien          | –    | 1      | –      | 1      |
| 31.   | Niger                   | –    | 1      | –      | 1      |
| 31.   | Vietnam                 | –    | 1      | –      | 1      |
| 35.   | Ägypten                 | –    | –      | 4      | 4      |
| 36.   | Brasilien               | –    | –      | 3      | 3      |
| 37.   | Afghanistan             | –    | –      | 2      | 2      |
| 37.   | Venezuela               | –    | –      | 2      | 2      |
| 39.   | Belgien                 | –    | –      | 1      | 1      |
| 39.   | Bulgarien               | –    | –      | 1      | 1      |
| 39.   | Dänemark                | –    | –      | 1      | 1      |
| 39.   | Israel                  | –    | –      | 1      | 1      |
| 39.   | Japan                   | –    | –      | 1      | 1      |
| 39.   | Kasachstan              | –    | –      | 1      | 1      |
| 39.   | Kolumbien               | –    | –      | 1      | 1      |
| 39.   | Nigeria                 | –    | –      | 1      | 1      |

### Männer
| Platz | Land                    | Gold | Silber | Bronze | Gesamt |
| ----- | ----------------------- | ---- | ------ | ------ | ------ |
| 01.   | Südkorea                | 5    | 2      | 6      | 13     |
| 02.   | Iran                    | 3    | 2      | 2      | 7      |
| 03.   | Italien                 | 2    | 1      | 2      | 5      |
| 04.   | Vereinigte Staaten      | 2    | 1      | 2      | 5      |
| 05.   | ROC                     | 2    | 1      | –      | 3      |
| 06.   | Usbekistan              | 2    | –      | –      | 2      |
| 07.   | Spanien                 | 1    | 2      | 1      | 4      |
| 08.   | Griechenland            | 1    | 2      | –      | 3      |
| 09.   | Jordanien               | 1    | 2      | –      | 3      |
| 10.   | Taiwan                  | 1    | 1      | 3      | 5      |
| 11.   | Tunesien                | 1    | 1      | 2      | 4      |
| 11.   | Türkei                  | 1    | 1      | 2      | 4      |
| 13.   | Mexiko                  | 1    | 1      | 1      | 3      |
| 14.   | China                   | 1    | –      | 4      | 5      |
| 15.   | Kuba                    | 1    | –      | 3      | 4      |
| 16.   | Aserbaidschan           | 1    | –      | 2      | 3      |
| 17.   | Elfenbeinküste          | 1    | –      | 1      | 2      |
| 18.   | Argentinien             | 1    | –      | –      | 1      |
| 19.   | Großbritannien          | –    | 3      | 1      | 4      |
| 20.   | Dominikanische Republik | –    | 1      | 1      | 2      |
| 20.   | Russland                | –    | 1      | 1      | 2      |
| 22.   | Australien              | –    | 1      | –      | 1      |
| 22.   | Deutschland             | –    | 1      | –      | 1      |
| 22.   | Gabun                   | –    | 1      | –      | 1      |
| 22.   | Niger                   | –    | 1      | –      | 1      |
| 22.   | Nordmazedonien          | –    | 1      | –      | 1      |
| 22.   | Thailand                | –    | 1      | –      | 1      |
| 28.   | Frankreich              | –    | –      | 3      | 3      |
| 29.   | Ägypten                 | –    | –      | 2      | 2      |
| 29.   | Afghanistan             | –    | –      | 2      | 2      |
| 29.   | Brasilien               | –    | –      | 2      | 2      |
| 32.   | Dänemark                | –    | –      | 1      | 1      |
| 32.   | Kasachstan              | –    | –      | 1      | 1      |
| 32.   | Kolumbien               | –    | –      | 1      | 1      |
| 32.   | Kroatien                | –    | –      | 1      | 1      |
| 32.   | Nigeria                 | –    | –      | 1      | 1      |

### Frauen
| Platz | Land               | Gold | Silber | Bronze | Gesamt |
| ----- | ------------------ | ---- | ------ | ------ | ------ |
| 01.   | Südkorea           | 9    | 1      | 2      | 12     |
| 02.   | China              | 6    | 2      | –      | 8      |
| 03.   | Serbien            | 2    | 2      | 1      | 5      |
| 04.   | Großbritannien     | 2    | 1      | 3      | 6      |
| 05.   | Thailand           | 2    | 1      | 3      | 6      |
| 06.   | Frankreich         | 1    | 3      | 3      | 7      |
| 07.   | Vereinigte Staaten | 1    | 1      | 4      | 6      |
| 08.   | Mexiko             | 1    | 1      | 2      | 4      |
| 09.   | Kroatien           | 1    | –      | 4      | 5      |
| 10.   | Taiwan             | 1    | –      | 3      | 4      |
| 11.   | Australien         | 1    | –      | –      | 1      |
| 11.   | Ungarn             | 1    | –      | –      | 1      |
| 13.   | Spanien            | –    | 3      | –      | 3      |
| 14.   | Türkei             | –    | 2      | 4      | 6      |
| 15.   | Kuba               | –    | 2      | 1      | 3      |
| 16.   | Norwegen           | –    | 2      | –      | 2      |
| 17.   | Iran               | –    | 1      | 2      | 3      |
| 18.   | Kanada             | –    | 1      | 2      | 3      |
| 19.   | Russland           | –    | 1      | 1      | 2      |
| 20.   | Griechenland       | –    | 1      | –      | 1      |
| 20.   | ROC                | –    | 1      | –      | 1      |
| 20.   | Usbekistan         | –    | 1      | –      | 1      |
| 20.   | Vietnam            | –    | 1      | –      | 1      |
| 24.   | Ägypten            | –    | –      | 2      | 2      |
| 24.   | Elfenbeinküste     | –    | –      | 2      | 2      |
| 24.   | Venezuela          | –    | –      | 2      | 2      |
| 27.   | Aserbaidschan      | –    | –      | 1      | 1      |
| 27.   | Belgien            | –    | –      | 1      | 1      |
| 27.   | Bulgarien          | –    | –      | 1      | 1      |
| 27.   | Brasilien          | –    | –      | 1      | 1      |
| 27.   | Deutschland        | –    | –      | 1      | 1      |
| 27.   | Israel             | –    | –      | 1      | 1      |
| 27.   | Japan              | –    | –      | 1      | 1      |